# 2619 Skalnate Pleso
2619 Skalnate Pleso је астероид главног астероидног појаса чија средња удаљеност од Сунца износи 3,007 астрономских јединица (АЈ).
Апсолутна магнитуда астероида је 12,8.